# Марко Джуричин
Марко Джуричин (нім. Marco Djuricin, сербохорв. Marko Đuričin, серб. Марко Ђуричин; нар. 12 грудня 1992, Відень) — австрійський футболіст сербського походження, нападник словацького клубу «Спартак» (Трнава).
Виступав, зокрема, за клуби «Герта» та «Карлсруе СК», а також національну збірну Австрії.
Чемпіон Австрії. Володар Кубка Австрії. Володар Суперкубка Угорщини.

## Клубна кар'єра
Народився 12 грудня 1992 року в місті Відень.
У дорослому футболі дебютував 2010 року виступами за команду «Герта», в якій провів два сезони, взявши участь в 11 матчах чемпіонату. 
Протягом 2012—2013 років захищав кольори клубу «Ян» (Регенсбург).
Своєю грою за останню команду привернув увагу представників тренерського штабу клубу «Штурм» (Грац), до складу якого приєднався 2013 року. Відіграв за команду з Граца наступні два сезони своєї ігрової кар'єри. У складі «Штурма» був одним з головних бомбардирів команди, маючи середню результативність на рівні 0,47 гола за гру першості.
Згодом з 2015 по 2017 рік грав у складі команд «Ред Булл», «Брентфорд» та «Ференцварош».
У 2017 році уклав контракт з клубом «Грассгоппер», у складі якого провів наступні два роки своєї кар'єри гравця. Більшість часу, проведеного у складі «Грассгоппера», був основним гравцем атакувальної ланки команди.
З 2019 року два сезони захищав кольори клубу «Карлсруе СК». 
Протягом 2021—2023 років захищав кольори клубів «Аустрія» (Відень) та «Рієка».
До складу клубу «Спартак» (Трнава) приєднався 2023 року. Станом на 20 серпня 2023 року відіграв за команду з Трнави 2 матчі в національному чемпіонаті.

## Виступи за збірні
У 2008 році дебютував у складі юнацької збірної Австрії (U-17), загалом на юнацькому рівні взяв участь у 18 іграх, відзначившись 7 забитими голами.
Протягом 2012–2014 років залучався до складу молодіжної збірної Австрії. На молодіжному рівні зіграв у 8 офіційних матчах, забив 2 голи.
У 2015 році дебютував в офіційних матчах у складі національної збірної Австрії.

## Титули і досягнення
- Чемпіон Австрії (1):

«Ред Булл»: 2014-2015
- Володар Кубка Австрії (1):

«Ред Булл»: 2014-2015
- Володар Кубка Угорщини (1):

«Ференцварош»: 2016-2017